# Valentiniano Galate
Flavio Valentiniano Galate (latino: Flavius Valentinianus Galates; Galazia, 18 gennaio 366 – Cesarea in Cappadocia, 369/370) è stato un nobile romano figlio dell'imperatore romano Valente.
Valentiniano Galate era figlio di Valente e di sua moglie Albia Dominica, e nacque probabilmente in Galazia, da cui il suo soprannome.
Il filosofo Temistio si offrì come tutore del giovane Valentiniano (Orazione 9) e probabilmente ricevette questo incarico. Il padre lo nominò console per il 369.
Valentiniano era affetto da una malattia. Gli storici della Chiesa raccontano che la madre fece un sogno in cui le veniva detto che tale malattia era la punizione per il trattamento al quale Valente, che era un semi-ariano, aveva sottoposto il vescovo ortodosso Basilio di Cesarea, il quale, alla richiesta di pregare per la guarigione del bambino, rispose che lo avrebbe fatto solo a patto che Valente si fosse convertito all'ortodossia. L'imperatore rifiutò di convertirsi e di battezzare il figlio secondo il rito ortodosso, giungendo a battezzarlo secondo quello ariano, ma poco dopo Galate morì, mentre era a Cesarea in Cappadocia (Socrate Scolastico afferma invece che era in Antiochia di Siria).

### Fonti primarie
- Consularia Constantinopolitana
- Gregorio Nazianzeno, Orazioni, xliii.54
- Rufino, Storia ecclesiastica, xi.9
- Socrate scolastico, Storia ecclesiastica, iv.26.21
- Temistio, Orazioni, ix.
- Teodoreto di Cirro, Storia ecclesiastica, iv.12.3-4, iv.19.8-9

### Fonti secondarie
- Thomas Banchich, Domnica Augusta, Wife of the Emperor Valens, su roman-emperors.org, Canisius College, 11-3-97. URL consultato il 5-10-07.
- Jones, Arnold Hugh Martin, John Robert Martindale, John Morris, "Valentinianus Galates", The Prosopography of the Later Roman Empire, volume 1, Cambridge University Press, 1992, ISBN 0521072336, p. 381.
- Lendering, Jona, "Valens Archiviato il 10 dicembre 2006 in Internet Archive.", livius.org